# Joan Rivierová
Joan Hodgsonová Rivierová nepřechýleně Joahn Hodgson Riviere (28. června 1883 Brighton – 20. května 1962 Londýn) byla britská psychoanalytička kleiniánské orientace.

## Životopis
V mládí se angažovala v hnutí sufražetek a usilovala o reformu rozvodového práva. Pak se však na shromáždění Society for Psychical Research, které organizoval její strýc Arthur Woollgar Verrall, setkala s britským psychoanalytikem Ernestem Jonesem a roku 1916 k němu vstoupila do analýzy – jednak kvůli zájmu o dílo Sigmunda Freuda, jednak kvůli svým neurotickým problémům. Od roku 1919 byla sama aktivní psychoanalytičkou. Na konferenci v roce 1920 se setkala poprvé se Sigmundem Freudem a také s Melanií Kleinovou. Freuda požádala o možnost podstoupit u něj analýzu, neboť Jonesovi nedůvěřovala (za tím účelem odjela roku 1922 do Vídně), Kleinová se stala její přítelkyní a inspirátorkou. Spolu s Annou Freudovou, Ernestem Jonesem, Jamesem Stracheyem a Alix Stracheyovou se Rivierová stala překladatelkou Freudova díla do angličtiny a editorkou jeho sebraných spisů. Sama analyzovala budoucí významné psychoanalytiky Johna Bowlbyho a Donalda Woodse Winnicotta. Do dějin psychoanalýzy se nejvíce zapsal její článek Femininity as a Masquerade z roku 1929, kde spojila psychoanalýzu se svým dávným zájmem o feminismus a otázku ženství. Ženství je podle ní jen obranná strategie většiny žen, jakási „maškaráda”. Její přístup ovlivnil budoucí feministickou psychoanalýzu i francouzského psychoanalytika Jacquese Lacana v jeho názoru, že „ženství neexistuje”. Ve 40. letech se aktivně účastnila sporů uvnitř Britské psychoanalytické společnosti, na straně Melanie Kleinové (proti Anně Freudové).